# PLOS Computational Biology
PLOS Computational Biology (anteriormente, PLoS) é uma revista de conteúdo aberto (livre) publicada pela organização sem fins lucrativos Public Library of Science (PLOS) em associação com a International Society for Computational Biology (ISCB) - em português, "Sociedade Internacional de Biologia Computacional". 
A revista foi publicada pela primeira vez em junho de 2005. Todo o seu conteúdo é publicado sob a  Licença Creative Commons-Atribuição e submetido a peer review. 